# Федеріко Бессоне
Федеріко Бессоне (ісп. Federico Bessone, нар. 23 січня 1984, Кордова) — аргентинський футболіст, що грав на позиції захисника. По завершенні ігрової кар'єри — тренер. З 2023 року очолює тренерський штаб команди «Санта-Колома».
Виступав, зокрема, за клуб «Свонсі Сіті».

## Ігрова кар'єра
Народився 23 січня 1984 року в місті Кордова.
У дорослому футболі дебютував 2002 року виступами за команду «Барселона C», у якій провів три сезони, взявши участь у 50 матчах чемпіонату. 
Згодом з 2005 по 2008 рік грав у складі команд «Еспаньйол Б» та «Хімнастік».
Своєю грою за останню команду привернув увагу представників тренерського штабу клубу «Свонсі Сіті», до складу якого приєднався 2008 року. Відіграв за валлійську команду наступні два сезони своєї ігрової кар'єри.
Протягом 2010—2020 років захищав кольори клубів «Лідс Юнайтед», «Чарльтон Атлетик», «Свонсі Сіті», «Свіндон Таун», «Олдем Атлетик», «Спортінг» (Канзас-Сіті), «Міллволл», «АЕ Прат» та «Андорра».
Завершив ігрову кар'єру у команді «Інтер» (Ескальдес-Енгордань), за яку виступав протягом 2020—2021 років.

## Кар'єра тренера
Розпочав тренерську кар'єру відразу ж по завершенні кар'єри гравця, 2021 року, очоливши тренерський штаб клубу «Інтер» (Ескальдес-Енгордань), де пропрацював з 2021 по 2022 рік.
Протягом тренерської кар'єри також очолював команди «Атлетік Ескальдес» та «Санта-Колома».
З 2023 року очолює тренерський штаб команди «Санта-Колома».

## Титули і досягнення
- Володар Суперкубка Андорри (1):

Інтер (Ескальдес-Енгордань): 2021